# كريستيان فان هورن
كريستيان فـان هورن (بالإنجليزية: Christian Van Horn)‏ هو مغني أوبرا ومغني أمريكي، ولد في 1978.

## وصلات خارجية
- الموقع الرسمي
- كريستيان فـان هورن على موقع ميوزك برينز (الإنجليزية)
- كريستيان فـان هورن على موقع أول ميوزيك (الإنجليزية)
- كريستيان فـان هورن على موقع ديسكوغز (الإنجليزية)